# Milan Smiljanić
Milan "Lola" Smiljanić född 19 november 1986 i Kalmar, Sverige, är en serbisk fotbollsspelare (mittfältare) som spelar för Partizan Belgrad. Han har tidigare spelat för bland annat Maccabi Netanya och Gençlerbirliği. 

## Landslagskarriär
Smiljanić debuterade i det serbiska landslaget den 22 augusti 2007 i en match mot Belgien i kvalet till EM 2008.